# UFC Fight Night: Whittaker vs. Brunson
UFC Fight Night: Whittaker vs. Brunson（ユーエフシー・ファイトナイト：ウィテカー・バーサス・ブランソン、別名UFC Fight Night 101）は、アメリカ合衆国の総合格闘技団体「UFC」の大会の一つ。2016年11月26日、オーストラリア・ビクトリア州メルボルンのロッド・レーバー・アリーナで開催された。

## 大会概要
本大会ではロバート・ウィテカーとデレク・ブランソンによるミドル級戦が組まれた。
Australian FC・PXCフェザー級統一王者アレックス・ヴォルカノフスキー、PXCフライ級王者ジェネル・ラウサがUFCデビュー。

## 試合結果

### アーリープレリム
第1試合 フライ級 5分3R
○  ジェネル・ラウサ vs.  ヤオ・ジークイ ×
3R終了 判定3-0（30-27、30-27、30-27）
第2試合 フェザー級 5分3R
○  マルロン・ヴェラ vs.  ニン・グァンユウ ×
3R終了 判定3-0（29-28、29-28、29-28）
第3試合 フェザー級 5分3R
○  ジェイソン・ナイト vs.  ダン・フッカー ×
3R終了 判定3-0（29-28、30-27、30-26）

### プレリミナリーカード
第4試合 フライ級 5分3R
○  ベン・グエン vs.  ジアン・エレーラ ×
3R終了 判定3-0（30-27、30-26、30-27）
第5試合 ウェルター級 5分3R
○  ジョナサン・ムニエ vs.  リチャード・ウォルシュ ×
3R終了 判定3-0（29-28、30-27、30-27）
第6試合 ライト級 5分3R
○  ダミアン・ブラウン vs.  ジョン・タック ×
3R終了 判定2-1（28-29、29-28、29-28）
第7試合 ミドル級 5分3R
○  ダニエル・ケリー vs.  クリス・カモージー ×
3R終了 判定3-0（29-28、29-27、30-27）

### メインカード
第8試合 女子ストロー級 5分3R
○  ダニエル・テイラー vs.  ハム・ソヒ ×
3R終了 判定2-1（28-29、30-27、30-27）
第9試合 ライトヘビー級 5分3R
○  タイソン・ペドロ vs.  カリル・ラウントリー ×
3R 4:07 リアネイキッドチョーク
第10試合 ライト級 5分3R
○  アレクサンダー・ヴォルカノフスキー vs.  粕谷優介 ×
2R 2:06 TKO（パウンド）
第11試合 ウェルター級 5分3R
○  オマリ・アフメドフ vs.  カイル・ノーク ×
3R終了 判定3-0（29-28、29-28、30-27）
第12試合 ライト級 5分3R
○  アンドリュー・ホルブルック vs.  ジェイク・マシューズ ×
3R終了 判定2-1（29-28、28-29、29-28）
第13試合 ミドル級 5分5R
○  ロバート・ウィテカー vs.  デレク・ブランソン ×
1R 4:07 TKO（左アッパー→パウンド）

### 各賞
ファイト・オブ・ザ・ナイト： ロバート・ウィテカー vs. デレク・ブランソン
パフォーマンス・オブ・ザ・ナイト： ロバート・ウィテカー、タイソン・ペドロ
各選手にはボーナスとして5万ドルが授与された。

### カード変更
負傷などによるカードの変更は以下の通り。